# Samalut
Samalut (arabisch سمالوط, DMG Samālūṭ) ist eine Stadt im Zentrum Ägyptens im Gouvernement al-Minya mit ca. 127.000 Einwohnern. Sie liegt am Westufer des Nils, einige Zugstunden südlich von Kairo.

## Bevölkerungsentwicklung
| Zensusjahr | Einwohnerzahl |
| ---------- | ------------- |
| 1996       | 75.437        |
| 2006       | 91.475        |
| 2017       | 127.447       |

## Religion
In der Nähe von Samalut befindet sich das koptisch-orthodoxe Kloster der Jungfrau Maria, ein wichtiger christlicher Wallfahrtsort. Die Kirche von Samalut wurde 328 von Kaiserin Helena, der Mutter von Konstantin dem Großen, an einem der Orte erbaut, an denen die Heilige Familie vermutlich während ihrer Flucht nach Ägypten geblieben ist.
Während es hier überwiegend Christen gibt, ist die Bevölkerung des Gouvernements Minya zur Hälfte muslimisch.

## Persönlichkeiten
- Abd al-Hakim Amer (1919–1967), ägyptischer Feldmarschall

- Antonios Kardinal Naguib (1935–2022), Patriarch von Alexandrien der mit Rom unierten koptisch-katholischen Kirche und Kardinal